# المدينة البعيدة (مسلسل)
المدينة البعيدة أو الهيبة: المدينة البعيدة (بالتركية: Uzak Şehir) هو مسلسل درامي وجريمة تركي عرض لأول مرة في 11 نوفمبر 2024. مأخوذ من مسلسل الهيبة العربي. من إنتاج آينا يابيم، و إخراج أحمد كاتيكسيز، أمري أيبك، يلدز أشانبوا طاشباشي، وتأليف جوليزار إرماك. بطولة أوزان أكبابا وسينام أونسال وغونجا جيلاسون.

## القصة
علياء ألبورا تعود من كندا إلى أراضي عائلة البورا في ماردين برفقة جثمان زوجها وابنها الصغير لتنفيذ وصيته الأخيرة. ولكن بمجرد وصولها، تدرك أن مغادرة أراضي البورا أمر مستحيل. جيهان البورا، زعيم القبيلة، يظهر اهتمامًا بنضالها لكنه يمنعها من أخذ ابنها. تجد علياء نفسها في مواجهة ماضي العائلة المظلم وأسرار المنطقة، مما يدفعها إلى صراع محتدم مع عائلة زوجها، حيث تتشابك الحقائق مع الأزمات.

## البث الدولي
دبلج المسلسل إلى العربية باللهجة السورية وعُرض على قناة إم بي سي 4 ومنصة شاهد. ثم بالدبلجة الفارسية على إم بي سي الفارسية.

## وصلات خارجية
- المدينة البعيدة على موقع IMDb (الإنجليزية)
- المدينة البعيدة على موقع قاعدة بيانات الأفلام العربية
- المدينة البعيدة على موقع كينوبويسك (الروسية)
- المدينة البعيدة على موقع قاعدة بيانات الفيلم (الإنجليزية)